# Contrapès

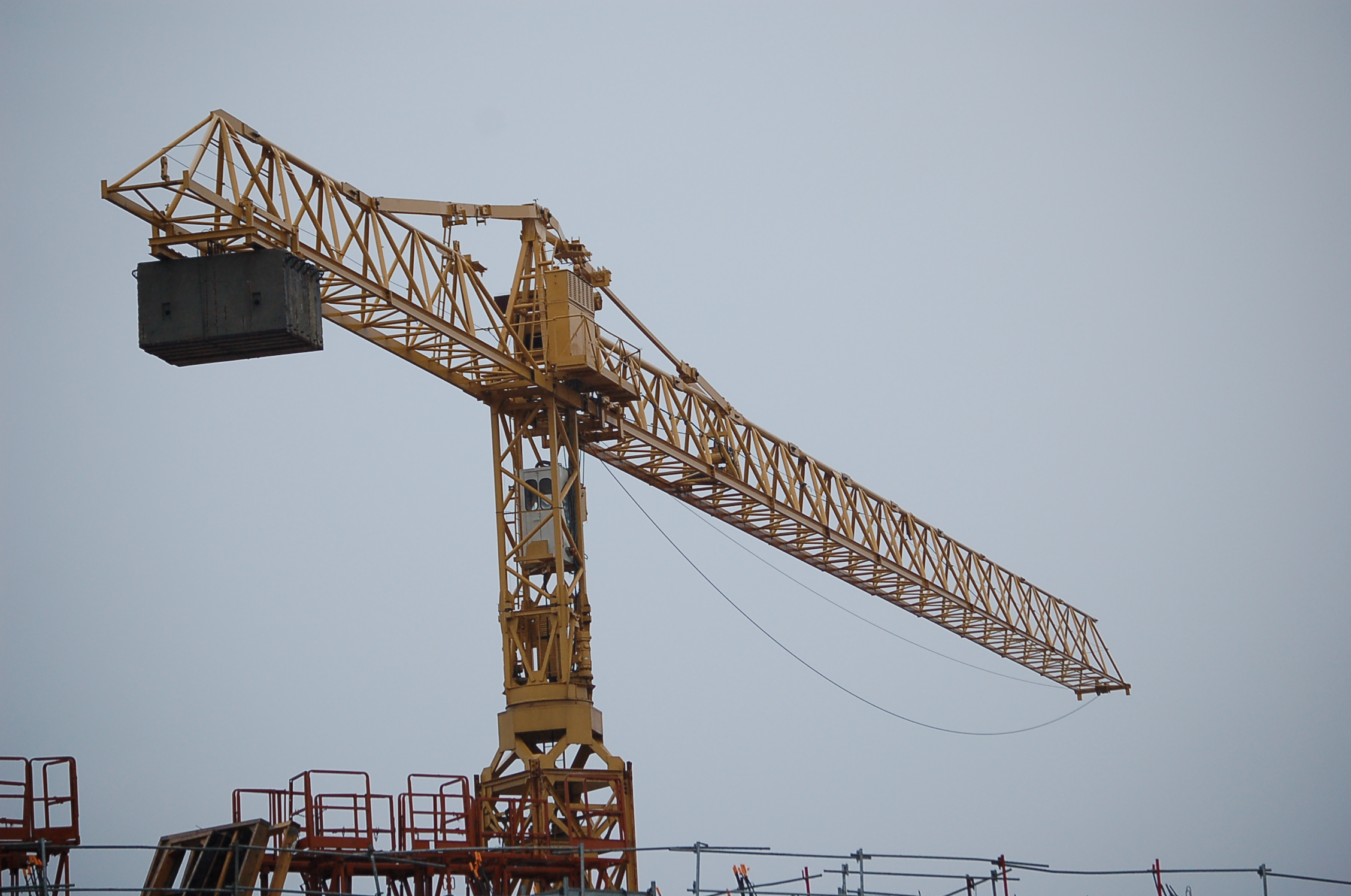
Grua amb contrapès.

Un  contrapès  és un pes, que s'utilitza per equilibrar les forces sobre el parell motor. S'utilitzen allà on es desplacen masses considerables.

## Principi
Els contrapesos s'utilitzen principalment en ascensors, grues i portes basculants. Per aconseguir estabilitat, ha de compensar la força que s'espera que es produeixi. Un contrapès ajuda a alçar pesos importants, atès que les forces oposades es neutralitzen amb l'efecte de la gravetat. La direcció correcta del contrapès s'aconsegueix amb l'ajut de corrons de sentit de gir variable. Els contrapesos també s'utilitzen en girs per evitar un tomb. Segons la llei de la palanca, el moment parell necessari resulta de multiplicar la força per la distància de la força al centre de gir.

## Aplicacions

### Girs
- Grua: una aplicació típica és el contrapès de grues torre i grues mòbils en forma de pesats blocs de formigó. Quan es carrega al braç té un gran moment de força, que es compensa amb els contrapesos.
- Carretó elevador: un pes, normalment situat a la part posterior del vehicle garanteix l'estabilitat.

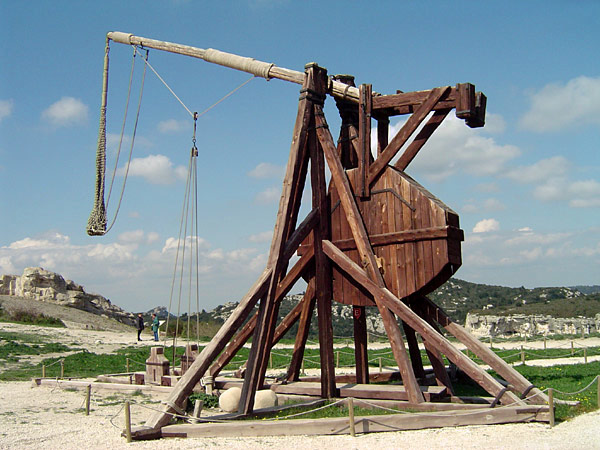
Fonèvol reconstruït amb contrapès mòbil al Château des Baux, França.

- Fonèvols: funcionen segons el principi de palanca, on un contrapès al braç curt garanteix l'acceleració necessària en el braç llarg.
- Equilibrat de rodes: els pesos col·locats en la roda asseguren que l'eix de rotació coincideix amb l'eix principal d'inèrcia. Només llavors desapareixeran les possibles forces pertorbadores respecte a l'eix (vibracions). També s'utilitza aquest mètode en les rodes de les locomotores de vapor.
- 'Metrònom: un metrònom extensible té un pes desplaçable que està fixat al pèndol. El pèndol es manté en oscil·lació gràcies a un mecanisme de molles. Segons la posició del pes es pot determinar la velocitat.

### Moviment lineal
- Ascensor: per aixecar pesos s'utilitzen contrapesos en un ascensor de sogues, que estan fixats a la cabina mitjançant corrons i s'inverteixen en el sostre (o al revés). D'aquesta manera, el motor que desplaça la cabina únicament ha d'alçar la diferència entre la càrrega i el contrapès. A més, el contrapès augmenta l'acceleració en pujar, al mateix temps que la disminueix en baixar.[1] També els ponts plegables i d'elevació vertical treballen segons aquest principi.
- Ascensor espacial: per un ascensor espacial, de forma teòrica hi ha d'haver un contrapès al final de la soga, que permeti transportar càrregues a l'espai. El contrapès s'encarrega que la gravetat de la soga es trobi en l'òrbita geoestacionària, perquè la força centrífuga equilibri la força d'atracció de la Terra.